# Баба Людова
Ба́ба Лю́дова (Баба Лудова) — гора в массиве Гринявы (Украинские Карпаты). Расположена в пределах Верховинского района Ивано-Франковской области, между сёлами Буркут, Грамотное и Пробойновка.
Абсолютная высота над уровнем моря составляет 1581,7 м (по другим данным — 1586 м или 1590 м). Баба Людова является одной из самых высоких вершин Гринявских гор. Вершина незалеснена, с раскидистыми лугами, на склонах есть скалы.
К западу расположена гора Жирный Прислип (1581 м), на северо-восток — Тарница (1553,2 м).

## Этимология названия
Название первой именной части составного топонима связывают с древнерусской мифологией. Баба — женское божество, тётя бога Святовита, богиня земли в виде облаков. Позже олицетворяла свет и жила в горах, на скалистых вершинах, на высоких кручах рек. Отсюда и название горы Баба вблизи Гусятина, большое количество названий Бабина гора, в частности неподалёку от Збаража, Бабьи горы над рекой Студеницей — левым притоком Днестра. Однако топооснова баб-многозначная, именных часть сложного оронима могла образоваться и от другого термина: корень боб-, баб-в славянских языках имеет определение чего-то одутловатым, закруглённого, например, серб. баба «круглая ягода». Вершину Бабин Писок в Толтрах выводят за сходство её силуэта профиль лица мифической бабы-яги. Название реки Баба — правого притока Десны, имеет заболоченное русло, вероятно, происходит от полесского диалектического баба — «трясина, топкое место». Названия рек Баба — левого притока Великого Бурлука (водосбор Северского Донца) и правого притока Горного Тикича — происходит от тюрк. *ВаЬ(а) «поток, ручей».